# Matthew Hannan
Matthew Hannan (Middlefield, 23 marzo 1988) è un wrestler statunitense.
È stato sotto contratto con la World Wrestling Entertainment e lottava nel settore di sviluppo, Florida Championship Wrestling.

## Carriera

### WWE
Il 10 maggio 2010, Hannan fa la sua prima apparizione in WWE, combattendo un dark match prima delle registrazioni di Raw, dove perde contro Alberto Del Rio.
Hannan fa il suo debutto televisivo nella WWE il 13 maggio 2010 a WWE Superstars come Matt Busch contro Vance Archer e Curt Hawkins, perdendo. Appare nuovamente nella puntata di SmackDown! del 28 gennaio, dove fa un'apparizione con il nome di Mike Stevens nella mini-Royal Rumble contro Alberto Del Rio, dalla quale viene eliminato dopo 30 secondi.

#### Florida Championship Wrestling (2011)
Il 15 marzo 2011, Hannan firma un contratto di sviluppo con la WWE e viene trasferito in FCW dove però fa il suo debutto a giugno partecipando ad una battle royal, non riuscendo a vincerla. Il 16 giugno, all'FCW Summer SlamaRama, cambia il suo nome in Mack Hetfield e perde un match di coppia insieme a DeSean Bishop contro Richie Steamboat e Leakee. Nei tapings del 21 luglio, Mack Hetfield perde un match singolo contro Andy Leavine. All'Orlando Show del 27 luglio, Hetfield perde un altro match contro Richie Steamboat. Nei tapings del 1º settembre, perde contro Mike Dalton.
A metà settembre 2011, la WWE licenzia Mack Hetfield.

## Nel wrestling

### Mosse finali
- 'Air Justice (Springboard Clothesline)
- Throes of Rejection (Suplex Powerslam)

## Titoli e riconoscimenti
Absolute Intense Wrestling
- AIW Tag Team Championship (1 – con John Thorne)

Championship Wrestling Experience
- CWE Tag Team Championship (1 – con Gregory Iron)

Firestorm Pro Wrestling
- Firestorm Pro Tag Team Championship (1 – con Nickie Valentino)

Pro Wrestling Xpress
- NWA East Tag Team Championship (1 – con Gregory Iron)

International Wrestling Cartel
- IWC Super Indy Championship (1)